# Frau von Meenybraddan
Die Frau von Meenybraddan ist eine Moorleiche, die 1978 im Meenybraddan Bog (irisch Mín Uí Bhradáin), nahe der Ortschaft Inver (Inbhear) im irischen County Donegal, gefunden wurde. Sie befindet sich heute im Irischen Nationalmuseum in Dublin.

## Fundort
Das Meenybraddan Bog (Moor) liegt inmitten einer weitläufigen Hochmoorlandschaft mit einer Ausdehnung von etwa 400 km². Hier wurde 1942 erstmals Torf abgebaut. Im Bereich der Fundstelle begann der Abbau 1974. Das Moor hatte hier eine Tiefe von mehr als zwei Metern. Die Fundstelle selbst liegt in 300 m Entfernung zur Verbindungsstraße Ardara – Inver und etwa 60 m westlich eines Bog Road genannten Feldweges zwischen Dunkineely und Glenties.
Fundort: 54° 43′ 47,4″ N, 8° 19′ 19,6″ W

## Fundgeschichte
Die Frau von Meenybraddan wurde am frühen Nachmittag des 3. Mai 1978 von dem Bauern Frank Battles und einigen Nachbarn entdeckt. Beim manuellen Torfstechen stießen sie in einer Tiefe von etwa einem Meter auf die in ein Stoffstück eingewickelte Leiche. Sie wurde geborgen und in das Sheil Hospital in Ballyshannon gebracht, wo sie am späten Nachmittag von einem Polizisten aus Mountcharles begutachtet wurde. Am 5. Mai meldete der Leiter der Polizeidienststelle den Fund an die Gerichtsmedizin und das Irische Nationalmuseum, und am nächsten Tag untersuchten zwei Gerichtsmediziner sowie ein Konservator des Nationalmuseums die Leiche und den Fundplatz. Der Gerichtsmediziner Dr. Harbison fertigte noch einige Röntgenaufnahmen an, und am gleichen Abend wurde der Fund nach Dublin transportiert, wo er im städtischen Leichenhaus in einer Kühlkammer gelagert wurde.

## Wissenschaftliche Bearbeitung
Am 23. Mai wurde die Leiche von einem neunköpfigen interdisziplinären Expertenteam untersucht. Da sie bereits leichte Veränderungen durch das Auftauen und Trocknen zeigte, wurde sie in das Dubliner St. James Krankenhaus gebracht und in einer Leichenkühlzelle bei −4 °C eingefroren. In den folgenden Tagen wurde ein Computertomogramm ihres Körpers angefertigt. Am 6. Juni 1978 untersuchte ein Zahnmediziner das Gebiss, und bei einer oberflächlichen Untersuchung der Haut wurde erstmals ein Schimmelpilzbefall beobachtet. Am 13. Juni 1978 ergab eine endoskopische Untersuchung eine weitere Verschlechterung des Erhaltungszustandes, woraufhin alle weiteren geplanten Untersuchungen abgesagt wurden. Zur Stabilisierung wurde die Leiche in einer Tiefkühlkammer der Dubliner Gerichtsmedizin gelagert.
Sieben Jahre später, am 22. Juli 1985, wurde die Frau von Meenybraddan in einem speziell angefertigten und mit Trockeneis gekühlten Transportbehälter in die Konservierungswerktätten für organisches Material des Britischen Museums nach London transportiert. Im August 1985 wurde die Leiche aufgetaut und erneut untersucht. Für die spätere Konservierung wurden ihr die inneren Organe entnommen und separat konserviert. Der Körper der Frau wurde mit Polyethylenglykol imprägniert und gefriergetrocknet. Die Konservierung war am 11. November 1985 abgeschlossen, und der Fund konnte am 28. Mai 1987 an das Irische Nationalmuseum überführt werden.

## Beschreibung
Die Frau lag ausgestreckt auf dem Rücken, mit dem Kopf in einer Tiefe von 88 cm, während ihre Füße in einer Tiefe von 103 cm im Moor ruhten. Sie lag in nordwestlich-südöstlicher Ausrichtung mit dem Kopf in Richtung Nordwesten. Ihr Kopf war leicht nach links unten geneigt und ruhte mit dem Unterkiefer auf dem linken Schlüsselbein. Ihr rechter Arm lag ausgestreckt entlang der Körperseite, die Hand ruhte auf dem rechten Oberschenkel, und die Finger waren zu einer lockeren Faust gebeugt. Ihr linker Arm war im Ellenbogen nahezu rechtwinklig gebeugt, der Unterarm lag quer über dem Bauch, und die leicht gebeugten Finger berührten den rechten Arm. Ihre Beine lagen ausgestreckt parallel nebeneinander. Die über ihr liegende Torfschicht war ungestört, also seit der Niederlegung der Leiche nicht verändert. An der Fundstelle waren keine Anzeichen einer Eingrabung erkennbar. Die Frau war augenscheinlich nackt, aber leichentuchartig in ein Wolltuch gehüllt. Ihr Rumpf sowie der Kopf mit Haarschopf waren gut erhalten, dagegen lagen Teile der Arme und die Beine stärker skelettiert vor. Äußerlich waren keine Verletzungen oder Wunden sichtbar. In der umgebenden Torfschicht wurden weder (die ansonsten vorkommenden) Steine, Äste oder Holzstangen, noch anderen Gegenstände gefunden.

## Befunde
Bei der ersten gerichtsmedizinischen Untersuchung hatte der Körper der Frau eine Länge von etwa 150 cm. Ihr Geschlecht konnte aufgrund der erhaltenen Brüste sicher als weiblich bestimmt werden. Anhand der vorliegenden anatomischen Merkmale und des Zahnstatus wird das Lebensalter der Frau auf etwa 25 bis 35 Jahre geschätzt. Die Haut war von den Moorsäuren dunkelbraun verfärbt und auf der Rück- besser als auf der Vorderseite erhalten. Unter der Haut waren noch größere Mengen Leichenwachs erhalten. Viele Bereiche der Haut waren von Pflanzenwurzeln bewachsen, die teilweise durch sie hindurch in das Körperinnere gedrungen waren. Die Knochen waren durch die Lagerung im Moor stark entkalkt und vor der Gefriertrocknung weich und biegsam, nach der Behandlung jedoch wieder fest. Teile der Beine und die Füße lagen nur noch skelettiert vor, was darauf zurückzuführen ist, dass in der Nähe der Beine bereits im Jahr zuvor Torf gestochen worden war. Dadurch war die Torfschicht hier ausgetrocknet, was den Zersetzungsprozess der Weichteile begünstigte. Die Beine wurden kurz nach der Bergung für den Transport abgesägt. Die Knochen des Schädels waren relativ gut erhalten. Die Gesichtshaut war an der Nase bis zur Oberlippe vergangen, diese Region war dicht von Torfmooswurzeln durchsetzt, die tief in den Schädel hineinwuchsen. Das Gebiss der Frau war vollständig, die Zähne waren durch die Einwirkung des sauren Moormilieus vollständig entkalkt und von tiefbrauner Farbe. Aufgrund der aufgelösten Zahnschmelzschichten wirkten sie kleiner. Die Zähne waren nur minimal bis mäßig abgekaut und entsprachen dem typischen Gebiss einer 25- bis 30-jährigen jungen, gesunden Frau. Die Haupthaare der Frau waren wellig, etwa 10 bis 15 cm lang und von dunkelbrauner Farbe. Die häufig bei Moorleichen beobachtete rötliche Färbung der Haare lag nicht vor. Augenbrauen und Wimpern waren ebenfalls vorhanden. Die Augenlider waren bis auf einen schmalen Spalt geschlossen. Dahinter waren noch Gewebereste der Augäpfel erkennbar. Die Fingernägel lagen in situ vor. Auf der Oberfläche waren unter dem Elektronenmikroskop feine Kratzspuren sichtbar, die auf eine nur mäßige Arbeitsbelastung, möglicherweise im häuslichen Bereich, schließen lassen.
Die radiologischen Befunde ergaben weder Knochenbrüche, noch Verletzungen oder degenerative Veränderungen. Das Skelett zeigte keine Anzeichen von Mangelernährung oder Krankheiten. Lediglich die Wirbelsäule zeigte in einigen Regionen eine erhöhte Knochendichte, deren Ursache noch ungeklärt ist. Auf den Röntgenaufnahmen des Kopfes war das stark geschrumpfte Gehirn in der Schädelhöhle sichtbar. Der Unterkiefer war durch den Druck der auf der Leiche lastenden Erdmassen deformiert.
Endoskopisch konnten die meisten inneren Organe identifiziert werden, sie lagen in ihrer Kollagenstruktur nahezu vollständig, jedoch stark geschrumpft und eingefallen vor. Allerdings gestaltete sich die endoskopische Untersuchung des Thorax schwierig, da der zusammengesunkene Körper die Erreichbarkeit einiger Bereiche erschwerte. Die histologische Untersuchung des Lungengewebes ergab eine völlig aufgelöste Zellstruktur, ohne erkennbare Zellkerne. In den Proben wurde ein hoher Anteil an Rußpartikeln in allen Teilen der Lunge gefunden. Die Frau muss zu Lebzeiten einer hohen Rauchbelastung, möglicherweise durch das heimische Herdfeuer, ausgesetzt gewesen sein. Krankhafte Veränderungen konnten in den histologischen Proben jedoch nicht beobachtet werden.

## Kleidung
Die Frau von Meenybraddan war in einen wollenen Halbkreismantel von 243 cm Breite und 130 cm Länge eingeschlagen. Die Leiche war quer auf den Mantel gelegt worden. Die Mantelecken wurden ihr über den Kopf und die Füße gelegt, und mit den langen Kanten wurde der Körper rechts und links eingeschlagen. Zusammengehalten wurde dieses Paket durch eine 60 cm lange Wollschnur, die durch grob in den Stoff eingeschnittene Schlitze an der langen, geraden Mantelkante und im unteren Drittel des Tuches hindurchgezogen und verknotet wurde. Der vollständig erhaltene Mantel war aus vier Streifen aus einem 50 cm breiten Webstück zusammengenäht. Der oberste Streifen war 50 cm Breit und hatte gerade Enden. An seiner unteren Längskante war der zweite Streifen angenäht, dessen Enden bogenförmig abgeschnitten wurden. Die restlichen beiden Streifen hatten unterschiedliche Größen und waren maximal 30 cm breit. Das kleinere der beiden Stücke wies eine kleine Stopfstelle auf. Ansonsten zeigte der Mantel nur mäßige Trage- und Abnutzungsspuren an den Ecken. Der vorliegende Mantel ist der am besten erhaltene aus einer ganzen Reihe weiterer Funde gleichen Typs aus irischen Mooren.

## Todesursache
Weder die medizinischen, noch die archäologischen Befunde lieferten Hinweise auf ein unnatürliches Ableben der Frau. Es gibt medizinisch auch keine Hinweise darauf, dass sie im Kindbett verstarb. Die Tatsache, dass die Frau von Meenybraddan sorgfältig in einen Wollmantel eingeschlagen im Moor lag, sprechen dafür, dass sie hier absichtlich beigesetzt wurde. Möglicherweise handelt es sich bei diesem Fund um eine Not- oder Armenbestattung auf ungeweihtem Boden, wie sie beispielsweise in vielen Regionen für Selbstmörder üblich war.

## Datierung
Die 14C Analyse einer Probe aus dem linken Oberschenkelknochen ergab 1986 unter Einbeziehung neuer Kalibrierungsdaten auf ein Alter von 730 ± 90 BP, 1050–1410 n. Chr. mit einer Wahrscheinlichkeit von 95 %. Dieser Datierung widersprechen scheinbar die textiltypologischen Merkmale des Manteltuches. Stoffe dieser Art sollen erst zwischen dem späten 16. und späten 17. Jahrhundert hergestellt worden sein.